# Ayman el-Qaffas
Ayman El-Qaffas ist ein ägyptischer Geschäftsmann und Diplomat.

## Leben
El-Qaffas ist der Schwiegersohn des ägyptischen Geheimdienstchefs Omar Suleiman. Er war Vorsitzender des Staatlichen Informationsdienstes im Informationsministerium (State Information Service, SIS) bis zum 15. Dezember 2008. Seitdem ist er Exekutivdirektor und Vorsitzender der arabischen Gruppe der Weltbank.